# NGC 300
NGC 300，即科德韋爾70（Caldwell 70），是玉夫座的一個漩渦星系，是最接近本星系群的星系，並可能位於本星系群和玉夫座星系群之間。該星系由詹姆士·丹露帕於1826年8月5日發現。它是玉夫座星系團方向五個主要的漩渦星系中最明亮的。從地球上觀測，它的傾斜角是42°，並有許多方面和三角座星系相當類似。

## 鄰近星系和星系群資訊
NGC 300和不規則星系NGC 55傳統上被認為是玉夫座星系群的成員，但最近的距離量測指出這兩個星系其實是該星系群的前景星系。NGC 300和NGC 55可能受到彼此的重力互相束縛。

## 距離量測
1986年艾伦·桑德奇推測NGC 300的距離是541萬光年（166萬秒差距）。1992年 Freedman 等人的量測則是690萬光年（210萬秒差距）。2006年 Karachentsev 等人的量測結果是7.0±0.3 百萬光年（2.15±0.10 百萬秒差距）。在大約同一時間以紅巨星分支技術和邊緣檢測法量測的結果是5.9±0.4 百萬光年（1.82±0.13 百萬秒差距），如使用最大似然估计的結裹是6.1±0.4 百萬光年（1.87±0.12 百萬秒差距）。這些結果和 Gieren 等人於2005年以造父變星紅外線測光的結果6.1±0.2 百萬光年（1.88±0.07 百萬秒差距）一致。結合紅巨星分支技術和造父變星的結果，NGC 300的距離大約是6.07±0.23 百萬光年（1.86±0.07 百萬秒差距）[a]。

## NGC 300-OT
2008年5月14日，業餘天文學家 L.A.G. Berto Monard 在他以 CCD 拍攝的 NGC 300 影像上發現了一個光學瞬變體（Optical transient），編號為 NGC 300-OT。該瞬變體的天球座標是 RA:00h 54m 34.552s，DEC:-37° 38′ 31.79″，位於恆星形成相當活躍的星系螺旋臂上。該影像中它的寬波段視星等14.3，而早先在同年4月24日所拍攝的剛從太陽後方出現的 NGC 300 的影像中，該瞬變體視星等大約是16.3。更早的同年2月8日或更早拍攝的影像中則沒有該天體變亮的跡象。而該天體亮度在5月15日達到峰值14.69。
在發現時，該瞬變體的絕對星等是-13，比典型的II型超新星暗淡，卻高於典型的新星。此外，它的測光與光譜觀測結果顯示它不是高光度藍變星。在它的亮度到達峰值以後，亮度就快速下降至2008年9月，並且持續偏紅，之後在可見光譜中的亮度下降率較低，但有強烈的H-α輻射。進一步來說，它的可見光譜主要是相當窄的氫巴耳末系和 Ca II 發射線再加上強烈的 Ca II H 與 Ca II K 吸收線組成。研究哈伯太空望遠鏡歷史影像得知了該天體準確的前身星亮度上限。結果顯示前身星是一顆低質量的主序星，而它的瞬變現象可能是恆星的合併，類似銀河系內的麒麟座V838。對該區域歷史影像的分析顯示這個光學瞬變體有70%的可能性是在800到1300萬年前爆發，暗示該前身星如果是一顆演化階段已離開主序星的大質量恆星，它的質量可能有12到25 M⊙。
不過在2008年研究史匹哲太空望遠鏡的歷史資料時，發現了該瞬變體的前身星。它是一顆被塵埃遮蔽的恆星，能量分佈類似於半徑約300天文單位、溫度300 K的黑體，並且光度大約是Lbol ×106 L⊙。這顯示該瞬變現象與一顆質量大約是 10 M⊙的恆星爆炸有關，而它的低光度相當於典型的II型超新星。它的光譜特性和灰塵遮蔽的狀況讓它相當類似NGC 6946內的SN 2008S。
史匹哲太空望遠鏡對 NGC 300-OT 的觀測顯示它有相當強烈而寬的8μm和12μm輻射。這樣的特徵也可以在銀河系中富含碳的原行星雲出現。

## SN 2010da
2010年5月23日，Monard在NGC 300內發現了一個視星等16等的光學瞬變體，該天體獲得超新星的編號SN 2010da。這個光學瞬變體距離NGC 300的中心西方15.9"，北方16.8"，天球座標是RA:00h 55m 04.86s，DEC:-37° 41′ 43.7″。
緊接著兩組獨立的光譜資料則指出它可能是另一次光學瞬變現象，而非超新星，而且其中一組光譜顯示它比較可能是高光度藍變星爆發，並且使用中紅外線波段尋找該天體的前身星。該瞬變現象於9天內下降了0.5到0.7等，下降率遠高於同星系內2008年另一個光學瞬變事件。

## 黑洞聯星
NGC 300的核心內有一個編號NGC 300 X-1的X射線天體。天文學家認為它可能是由沃爾夫–拉葉星和黑洞組成的聯星系統，該系統與已確認的IC 10 X-1相當類似。兩者的共同特徵是軌道週期大約30小時，並且X射線能量達到約1×1038爾格。

## 圖片集

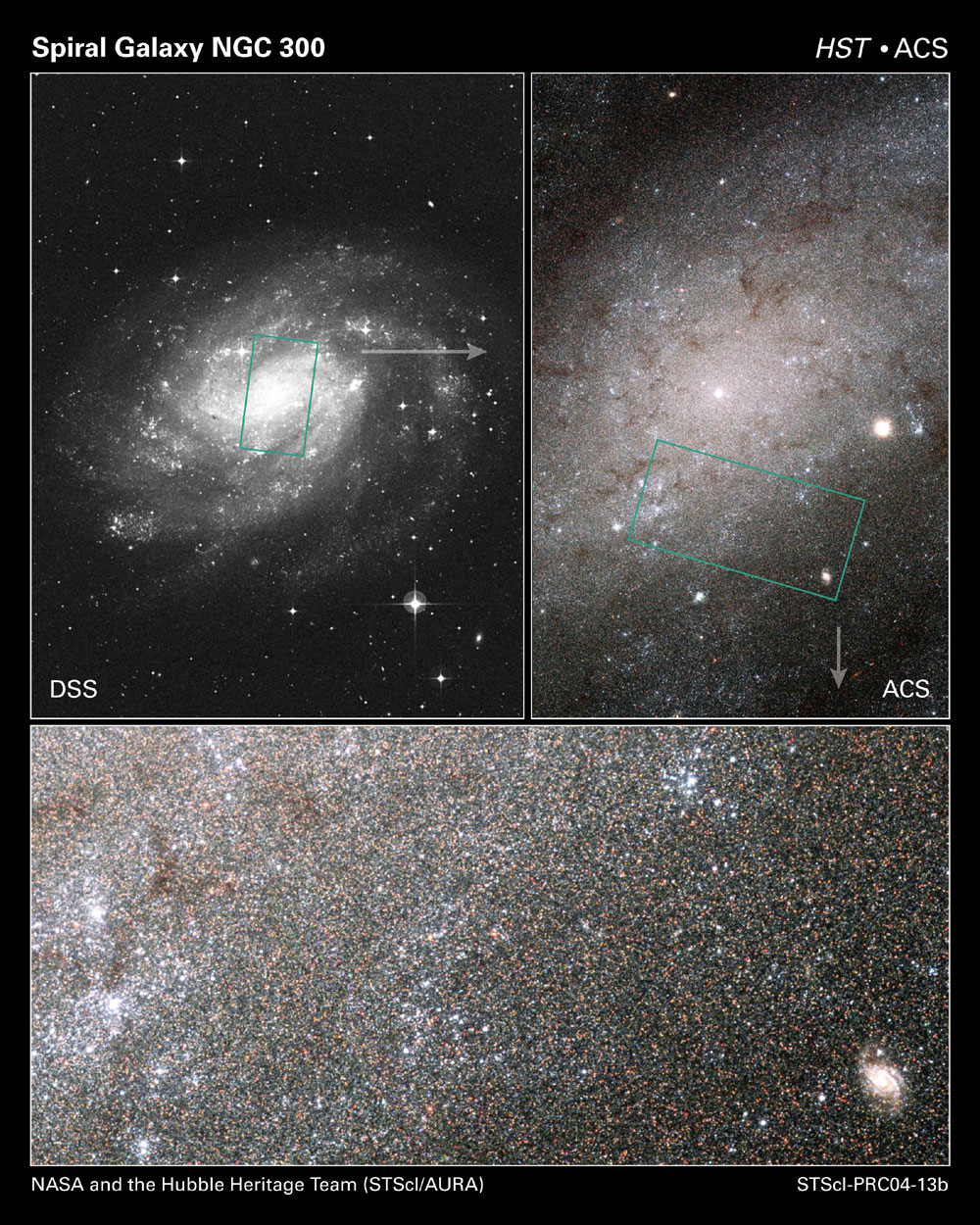
哈伯太空望遠鏡拍攝的NGC 300
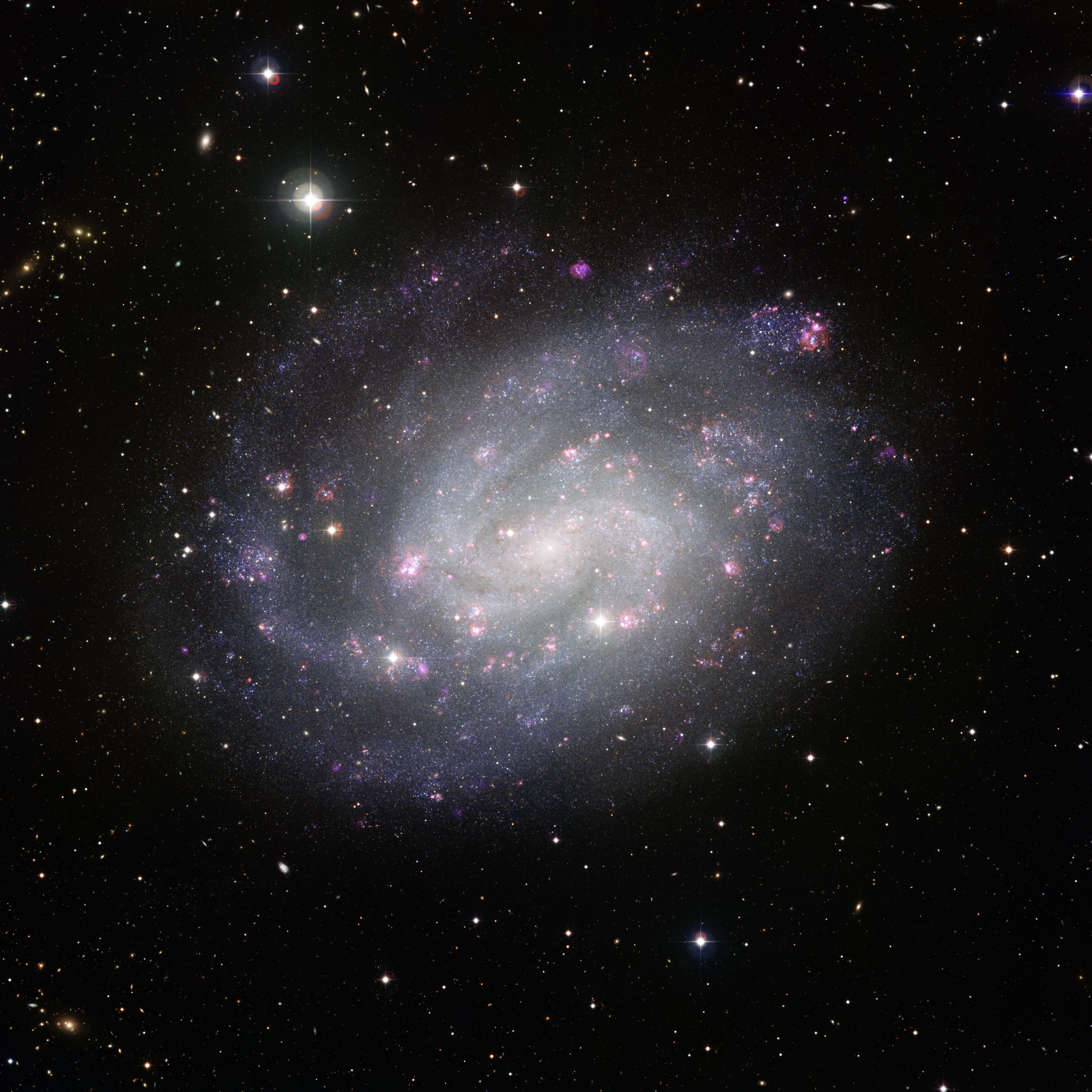
歐洲南方天文台拉西拉天文台拍攝的NGC 300[19]。影像版權：ESO
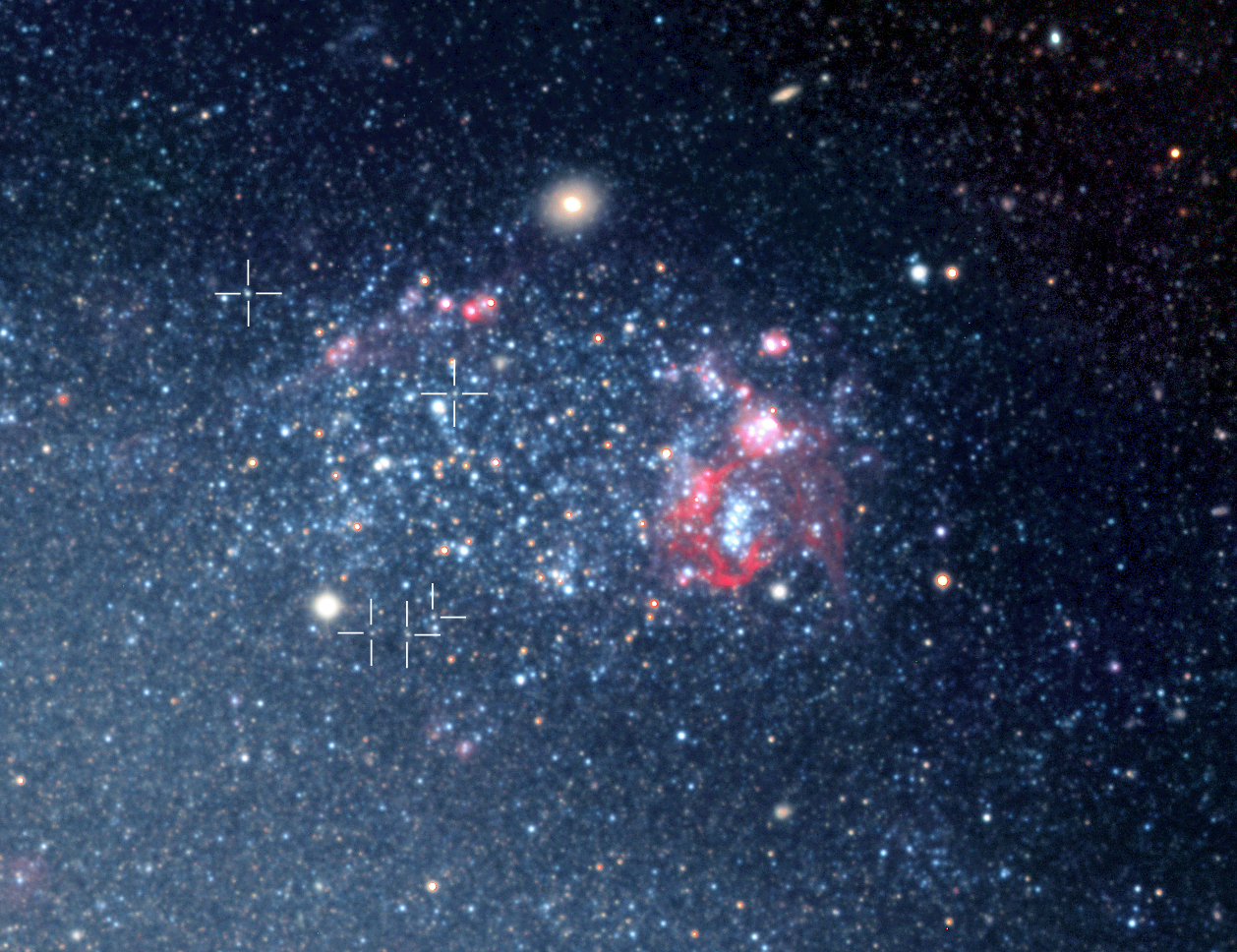
NGC 300內的造父變星。影像版權：ESO
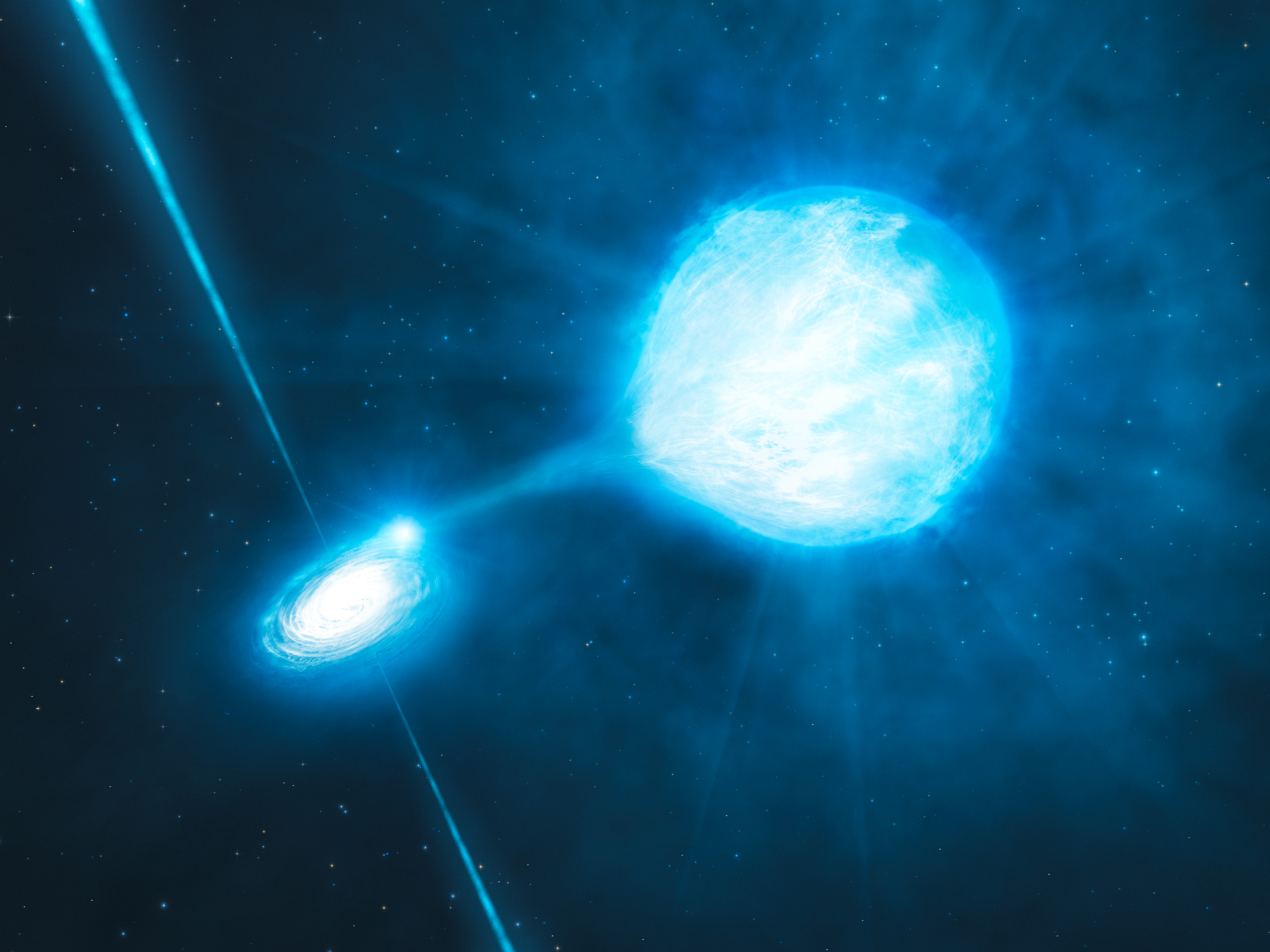
畫家筆下NGC 300內的恆星質量黑洞。影像版權：ESO/L. Calçada